# Домбровский, Бронислав (актёр)
Бронислав Домбровский пол. Bronisław Dąbrowski (1903—1992) — польский актёр и театральный режиссёр.

## Биография
Бронислав Домбровский родился 24 ноября 1903 года в городе Бельцы (ныне Молдавия).
Учился в драматической школе в Познани. На театральной сцене дебютировал в 1921 году. С 1921 по 1925 год был актёром Польского театра в Познани. Затем год работал в Польском театре в Варшаве. Также работал в «Театре Вельки» (Львов), в театре им. Словацкого и театре «Багатель» (Краков), а также в городском театре Лодзи. Сезон 1939 года служил на сцене театра на Погулянке в Вильно, в 1939—1941 играл на сцене Польского драматического театра во Львове.
В 1932 году начал режиссёрскую деятельность. В ранних постановках проявилось влияние творчества А. Я. Таирова и Е. Б. Вахтангова.
Во время Второй мировой войны руководил театром в городе Львов, с 1945 года в театре города Катовице.
В 1947—1950 и в 1955 году был директором театра имени Юлиуша Словацкого в Кракове.
В 1950—1953 гг. преподавал на кафедре кинорежиссуры театральной академии в Варшаве. В 1963—1968 гг. — ректор Государственной высшей актёрской школы в Кракове.
В 1970 году поставил в Киеве комедию «Месть» Александра Фредро.

## Роли в театре
- «Свадьба» Выспянского. Режиссёр: Бронислав Домбровский — Станьчик[1]
- «Два театра» Шанявского. Режиссёр: Эдмунд Версински[пол.] — Директор

## Постановки в театре
- 1946 — «Двенадцатая ночь» Шекспира[1]
- 1946 — «Свадьба» Выспянского
- 1947 — «Клятва» Выспянского
- 1948 — «Овечий источник» Лопе де Вега
- 1950 — «Три сестры» А. П. Чехова
- 1959 — «Горштынский» Словацкого